# Ossington
Ossington è un villaggio della contea del Nottinghamshire, in Inghilterra, situato 7 miglia (11,3 km) a nord di Newark-on-Trent. I dettagli della popolazione sono inclusi nella parrocchia civile di Laxton e Moorhouse, sviluppatosi attorno al sito di Ossington Hall, l'ancestrale dimora della famiglia Denison.
L'abitazione fu demolita nel 1964 e tutto ciò che rimane sono pochi edifici e la cappella privata, ora sotto la giurisdizione della parrocchia di Ossington alle dipendenze della Holy Rood Church. Questa è una chiesa di grado I, originariamente eretta nel XII secolo e ricostruita tra il 1782 e il 1783 dall'architetto John Carr, con lievi modifiche e aggiunte del XIX secolo. Comprende monumenti e vetrate precedenti, inoltre è presente un organo a rullo costruito da Thomas Robson nel 1840.
Nei suoi pressi sorgeva anche la RAF Ossington, base aerea della Royal Air Force ampiamente utilizzato durante la Seconda guerra mondiale e chiusa al termine del conflitto.